# Château de la Cour (Annecy-le-Vieux)
Le château de la Cour est un château, attesté au XVe siècle, qui se dresse sur la commune d'Annecy-le-Vieux dans le département de la Haute-Savoie, en région Auvergne-Rhône-Alpes.

## Situation
Le château de la Cour est situé dans le département français de la Haute-Savoie sur la commune d'Annecy-le-Vieux, au nord en position dominante avec vue sur le lac d'Annecy et entouré par les grands arbres d'un parc.

## Historique

### DuXVesiècleauXVIIIesiècle

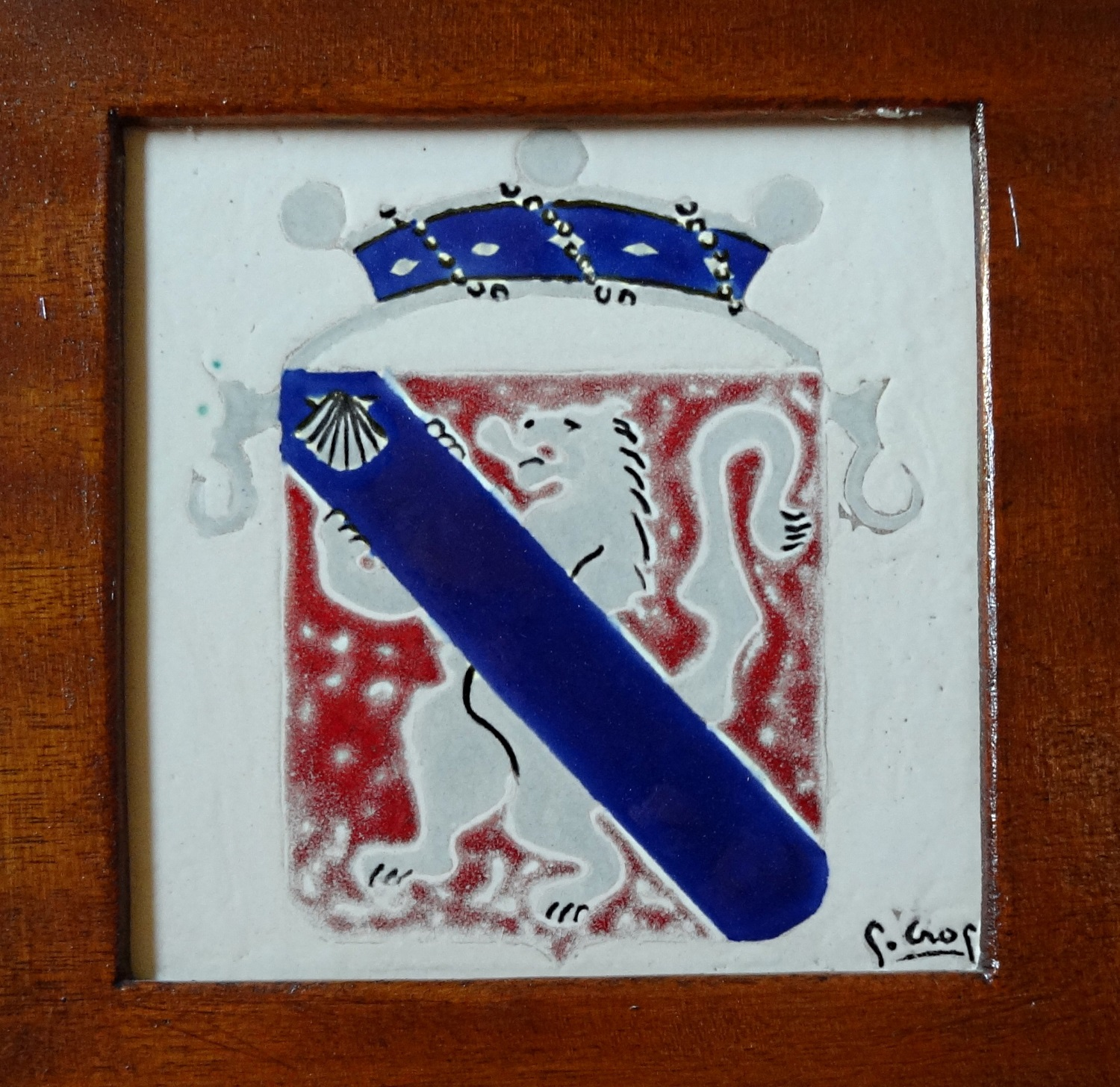
Armoiries des Menthon-La Balme (barons de Gruffy)

Les premières mentions de la présence d’une maison-forte à La Cour datent du début du XVe siècle mais il est possible que l’aménagement du site soit plus ancien.
De cette époque jusqu’à la fin du XVIIIe siècle le château de la Cour appartient à la branche « La Balme » de la famille de Menthon. 
Les Menthon-la Balme ont comme blason, comme tous les Menthon, « de gueules au lion d’argent à la bande d’azur brochant sur le tout » ; il se distinguent des autres branches Menthon par la présence d’une coquille d’argent, dans la partie supérieure de la bande.
La possession par les Menthon de la  maison-forte de la Cour apparait pour la première fois le 23 septembre 1419 dans l’acte d’inféodation du comte de Menthon au comte de Savoie : un inventaire de 1722 mentionne parmi les pièces conservées au château de la Cour cet acte sur grand parchemin avec le sceau d’Amédée VIII  en cire rouge aux cordons de soie verte.
Selon l’Armorial et nobiliaire de Savoie d’Amédée de Foras, Jacques de Menthon épouse en 1419 Bérangère Guersi d’Avalon qui teste le 13 mars 1427 dans la maison-forte de la Cour. D’autres actes sont signés par Jacques de Menthon à La Cour qui semble être sa résidence principale. Son fils Amédée fait son testament en 1457 à La Cour.
Avant 1602, la famille des Menthon - La Balme, qui possède à la Cour une chapelle dédiée à Saint Bernard de Menthon, a fondé, dans l’église Saint-Laurent d’Annecy-le-Vieux, une chapelle dédiée à Saint-Sébastien qui abrite le tombeau familial.
Entre 1582 et 1607, Jacques de Menthon, seigneur de La Balme, Gruffy et La Cour, se comporte en rassembleur des terres : il achète 74 parcelles à Annecy-le-Vieux. Il constitue ainsi deux importants « grangeages », aux lieux-dits les Glaisins et Lachat. 
Son fils François (1608-1668), puis sa veuve Françoise Costa du Villard (morte en 1703), font réparer les murailles, les portes et les fenêtres, les fossés et le pont-levis du château de la Cour.
Le fils de François, Jean-Baptiste, baron de Gruffy, seigneur de La Balme, Charvex et La Cour, (1651-1722), épouse, en secondes noces, Madeleine Milliet d’Arvillars, descendante d’une des plus riches familles de la noblesse savoyarde. Il restaure le château de la Cour et en fait une résidence à la mode. Il répare les tours, refait une fontaine, crée un jardin à la française et une petite orangerie.

### Inventaire du château en 1722
Un inventaire du château de la Cour a été réalisé le 20 mars 1722.
Le mobilier du château comprend essentiellement, pour les chambres, douze lits en noyer, deux garde-robes, dont une en noyer, deux tables à toilette, deux tables avec miroir, six miroirs et quatre guéridons.
Pour les pièces de réception s’ajoutent deux tables « qui s’allongent des deux côtés » et une « que l’on fait ronde quand on veut », deux buffets, cinq coffres, quatre-vingt-deux chaises, six fauteuils et deux tabourets.
Le château est décoré d’une tenture de tapisserie de haute lisse en six pièces, d’une « verdure » également en six pièces et de trois tapisseries de Bergame.
À cela s’ajoutent quatre paires de chenets, un râtelier, six fusils, une paire de pistolets et une trompe de chasse, sans compter l’équipement de la cuisine et de la cave.
Le cadastre de 1730 montre que la moitié des biens nobles d’Annecy-le-Vieux  appartient à la famille de Menthon (120 hectares). Ils possèdent, en outre, 300 hectares dans six autres paroisses.

### La fin duXVIIIesiècleet leXIXesiècle[2]
De 1729 à 1789, le château appartient à Joseph-Bernard de Menthon, baron de Gruffy. Son fils Paul, né en 1774, émigre lors de la Révolution et meurt à Martigny, en Valais, en 1793.
La veuve de Joseph-Bernard, restée au château, gère ses biens et défend ses droits avec ténacité durant la période révolutionnaire. Elle héberge des prêtres réfractaires.
Georgine Françoise, fille de Joseph-Bernard de Menthon, épouse le 1er février 1802 son cousin germain Paul-Alexis de Livet, de la famille des barons de Monthoux et d’Arenthon.
Le château de la Cour passe donc en ce début du XIXe siècle de la famille des Menthon à celle des Livet qui exercent des fonctions de syndic d’Annecy-le-Vieux mais délaissent le château à partir du milieu du siècle.
En 1898 Joséphine, veuve de Joseph-Melchior de Livet, met en vente le château de la Cour et son domaine qui sont achetés par Louis Marie Joseph de Machard, baron de Chillaz de Thoyre.

### XXesiècle
À la fin du XIXe siècle des photographies renseignent sur l'aspect extérieur du château qui a gardé son élégante façade bâtie par Jean-Baptiste de Menthon au début du XVIIIe siècle.
Au début du XXe siècle les  travaux entrepris par les nouveaux propriétaires, la famille de Guigné, transforment considérablement l’aspect de la demeure : au centre de la façade les Guigné ont rajouté un avant-corps surmonté par une toiture à quatre pans qu'encadrent deux échauguettes de style médiéval. Ils ont bâti sur le côté ouest une grosse tour carrée, également d’aspect médiéval.
La famille de Guigné est originaire du sud-ouest de la France et présente depuis le début du XVIIIe siècle à l'île de la Réunion. Le capitaine Jacques de Guigné, sorti de Saint-Cyr, tué en Alsace le 22 juillet 1915, avait épousé Antoinette de Charette. Leur fille, Anne de Guigné, née le 25 avril 1911 au château de la Cour, est morte en odeur de sainteté le 14 janvier 1922. Déclarée vénérable par le pape Jean-Paul II le 3 mars 1990, elle repose au cimetière d'Annecy-le-Vieux.

## Description
Le château de la Cour se présente actuellement, comme celui de Monthouz à Pringy, ordonné autour d'une cour intérieure. On accède à cette dernière à l'est par un porche. Le corps de logis principal, ouvert sur une terrasse, se développe au sud ; une grosse tour carrée le flanque à l'ouest.